# CineStar-Kino

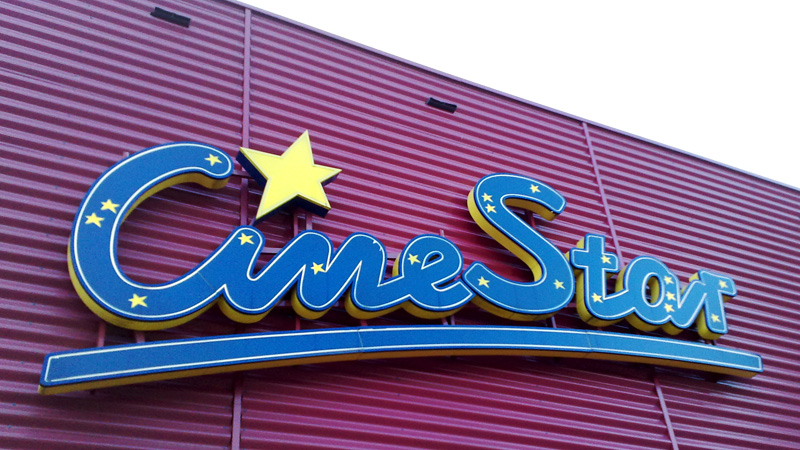
Logo op de voormalige CineStar-bioscoop in Enschede

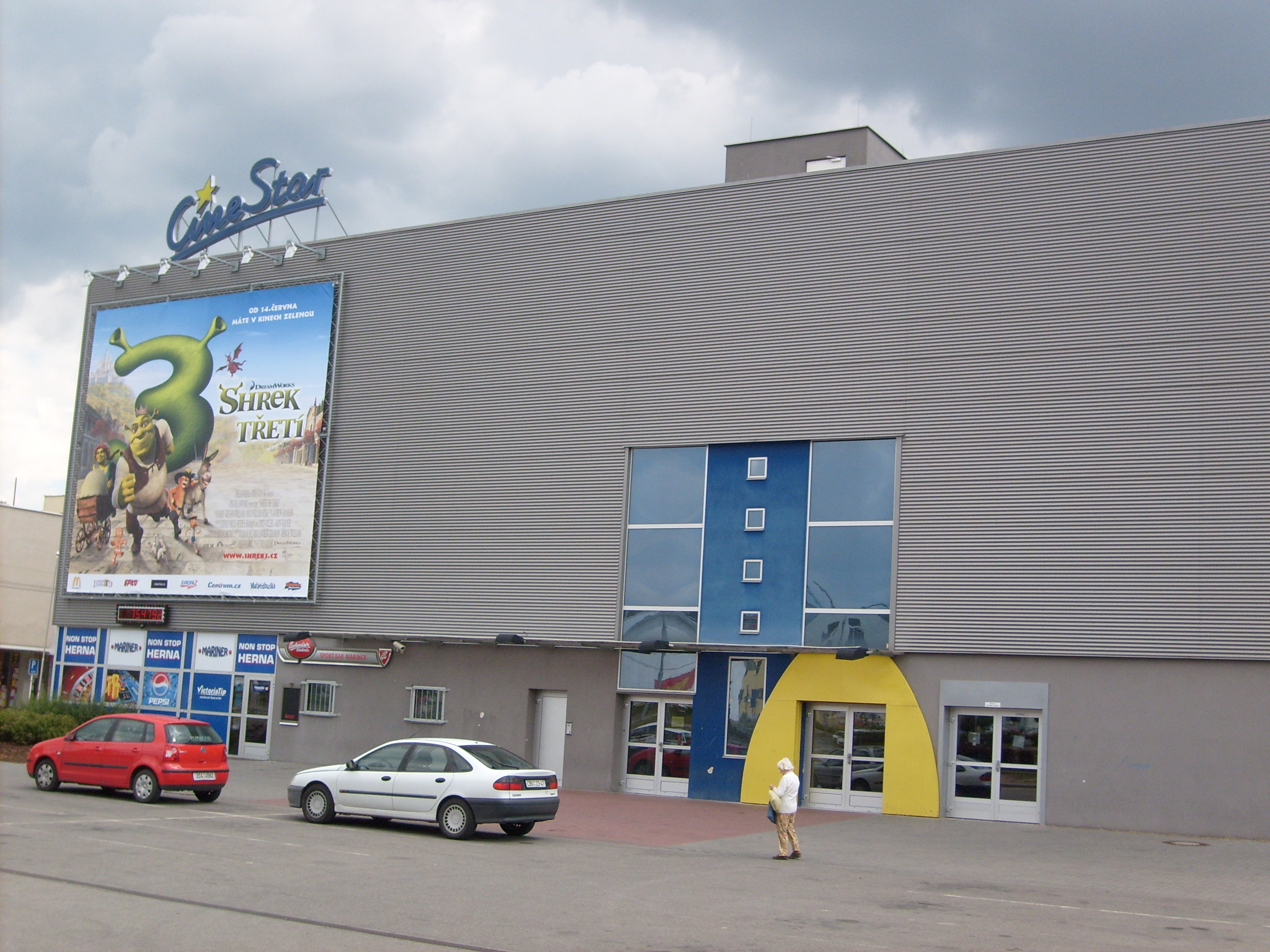
CineStar-bioscoop in České Budějovice (Tsjechië)

CineStar-Kino is een grote Duitse keten van bioscopen met 91 vestigingen in Duitsland en vijf daarbuiten, in Zwitserland, Kroatië, Servië en Tsjechië. 

## Nederland
De enige vestiging van CineStar in Nederland was in Enschede, bij het uitgaanscentrum Go Planet, nabij De Grolsch Veste, IJsbaan Twente en de Universiteit Twente. Die bioscoop heet sinds 2016 Kinepolis Enschede. De bioscoop telt tien zalen en is per openbaar vervoer bereikbaar via treinstation Enschede Kennispark.

## Duitsland
In Duitsland bevinden zich 91 vestigingen van CineStar, met in totaal 600 zalen. 
Het bedrijf werd na de Tweede Wereldoorlog door de ouders van de uit Lübeck afkomstige Marlis en Heinrich Kieft opgericht onder de naam Kieft & Kieft Filmtheater. De groei begon na de omwenteling in de DDR met de overname van talrijke bioscopen in de nieuwe Duitse deelstaten in oostelijk Duitsland. De eerste CineStar-Filmpalast werd in 1995 in Wismar geopend. Met de overname van dertig bioscopen van UFA in 2003 werd het bedrijf met 3700 medewerkers en 132.735 zitplaatsen marktleider in Duitsland.